# Gynacantha croceipennis
Gynacantha croceipennis är en trollsländeart som beskrevs av Martin 1897. Gynacantha croceipennis ingår i släktet Gynacantha och familjen mosaiktrollsländor. Inga underarter finns listade i Catalogue of Life.